# Ernest Clark (Gouverneur)

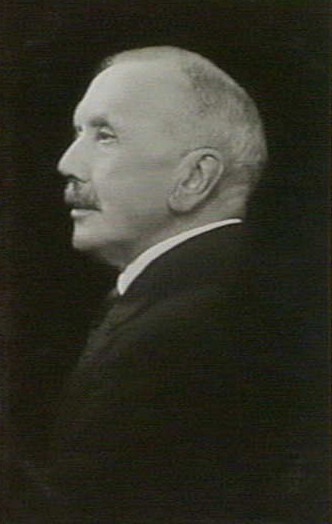
Ernest Clark

Sir Ernest Clark (* 13. April 1864 in London, England; † 26. August 1951 in Seaton, Devon, England) war ein britischer Beamter und Gouverneur von Tasmanien.

## Leben
Clark wurde 1864 als Sohn des Lehrers Samuel Henry Clark und seiner Frau Ann im Londoner Stadtteil Plumstead geboren. Nach dem Besuch des King’s College erhielt er eine Stelle als Beamter im britischen Finanzministerium. 1894 wurde er als Barrister zugelassen, Mitglied der Anwaltskammer Inner Temple und arbeitete im Folgenden für die Rechtsabteilung des Finanzministeriums. Am 13. April 1899 heiratete er die Kaufmannstochter Mary Winkfield. In den Jahren 1904–05 und 1910–11 arbeitete er in der südafrikanischen Kapkolonie für die dortige Kolonialverwaltung. Während des Ersten Weltkriegs war er im War Office und im Ministry of Munitions beschäftigt.
In den 1920er Jahren hatte Clark verschiedene Posten in der Finanzverwaltung inne, die ihn unter anderem nach Nordirland führten. 1928/29 unternahm er als Teil einer britischen Wirtschaftsdelegation eine Reise nach Australien und lernte in deren Rahmen den Premierminister von Tasmanien, Joseph Lyons, kennen. 1933 wurde ihm die Position des Gouverneurs von Tasmanien angeboten, die seit drei Jahren aufgrund von Geldmangel nicht besetzt werden konnte. Clark nahm diese an, und er willigte darüber hinaus noch ein, einen Teil seines Privatvermögens und des Gouverneursgehalts in Tasmanien zu investieren.
Clarks Amtszeit wurde schließlich drei Mal verlängert und dauerte bis 1945. Er wird als hart arbeitender Gouverneur beschrieben. Als Freimaurer wurde er Großmeister der Großloge von Hobart.
Nach dem Ende seiner Amtszeit kehrte Clark nach England zurück und setzte sich zur Ruhe. 1947 heiratete er Harriet Jessie Constance McLennan. Clark starb 1951 in seinem Haus in Seaton.

## Auszeichnungen
- Commander of the Order of the British Empire (1918)
- Knight Commander of the Order of the British Empire (1920)
- Knight Commander of the Order of the Bath (1924)
- Knight Commander of the Order of St. Michael and St. George (1938)
- Knight Grand Cross of the Order of St. Michael and St. George (1944)